# Drehu
Drehu és una àrea tradicional de Nova Caledònia que correspon a les illes de Lifou i Tiga (Illes Loyauté) es refereix tant a la zona de l'àrea, com el nom de l'illa i els seus habitants i la llengua que hi parlen, la que compta amb més parlants de totes les llengües canac (uns 11.000 parlants i una de les poques admeses en l'educació.

## Organització territorial
Lifou es divideix en tres districtes tradicionals i tots convergeixen en Wé (únic territori no tradicional de l'illa i la província). Compta amb el districte de Wetr al nord de l'illa (17 tribus), de Gaica al centre-oest (4 tribus), i el de Lösi al sud i a Tiga (16 tribus).
| Districtes tradicionals | Tribus |
| ----------------------- | --- |
| Wetr                    | Luecila, Hnapalu, Ciole, Hnathalo, Nang, Kumo, Saint Paul, Tingeting, Jokin, Hnacaom, Mucaweng, Xepenehe, Easo, Siloam, Hunetë, Hanawa |
| Gaica                   | Wedrumel, Drueulu, Hapetra, Qanono |
| Lösi                    | Hnase, Traput, Jozip, Hnaeu, Wasany, Inagoj, Luengöni, Joj, Mu, Xodre, Hunöj, Hmelek, Thuahaik, Kejëny, Hnadro, Tiga                   |

## Consell d'àrea i Senadors
Com a totes les altres àrees tradicionals, Drehu està representada per un consell consultiu que pot deliberar sobre les qüestions de llengua i cultura. Es compon de tres principals caps dels districtes, els tres presidents dels consells de districte i trenta-quatre altres líders tribals, que en són membres de dret, i per representants designats pels consells de districte (que també poden ser caps o grans caps, però, que ja són membres de dret), tres per Gaica, quatre per Lösi i dos per Wetr. Per tant, conté un mínim de 40 membres, 49 com a màxim. El Comitè elegeix la seva Junta Executiva, composta per un president, dos vicepresidents i un secretari. L'actual president, des de 12 de març de 1996, és Evanés Boula, també Gran Cap de Districte de Lösi. Després de la renovació del consell a finals de 2005, els dos vice-presidents són els dos altres grans-caps : Pierre Zéoula (districte de Gaica, 1r vicepresident) i Paul Sihazé (districte de Wetr, antic president del consell de 1990 a 1996, 2n vicepresident).
El Consell d'Àrea designa, per un període de cinc anys, els dos representants de la zona en el Senat Tradicional. Des de finals de 1999 són els dos grans-caps Pierre Zéoula (Gaica, president del Senat de 2002 a 2003) i Paul Sihazé (Wetr). El seu mandat, renovat el 2005, acaba el 2010.